# Bake Off Italia - Dolci in forno (sesta edizione)
La sesta edizione di Bake Off Italia - Dolci in forno è stata registrata presso villa Bagatti Valsecchi a Varedo, subendo un cambio di location dopo tre edizioni a villa Annoni. La presentatrice della gara continua ad essere Benedetta Parodi e anche il terzetto dei giudici resta immutato (Ernst Knam, Clelia d'Onofrio e Damiano Carrara).

## Concorrenti
| Pos. | Concorrente         | Età | Occupazione                        | Città                   | Stato                |
| ---- | ------------------- | --- | ---------------------------------- | ----------------------- | -------------------- |
| 1°   | Federico De Flaviis | 16  | Studente                           | Lomazzo                 | Vincitore            |
| 2ª   | Irene Tolomei       | 22  | Neo-laureata                       | Roma                    | Seconda classificata |
| 3ª   | Iolanda Casillo     | 22  | Studentessa                        | Ottaviano               | Terza classificata   |
| 4°   | Alfredo Bianco      | 53  | Ferroviere                         | Genova                  | Eliminato            |
| 5ª   | Elisa Nanino        | 32  | Medico                             | Reana del Rojale        | Eliminata            |
| 6ª   | Jolanta Noto        | 55  | Casalinga                          | Świątkowice (Polonia)   | Eliminata            |
| 7º   | Jacopo Cadau        | 23  | Studente                           | Cagliari                | Eliminato            |
| 7º   | Samanta Fontana     | 24  | Estetista                          | Faedo                   | Eliminata            |
| 8ª   | Gloria Mattanini    | 64  | Pensionata                         | Piombino                | Eliminata            |
| 9°   | Daniele Compiani    | 29  | Soccorritore stradale              | Cremona                 | Eliminato            |
| 10ª  | Beatrice Canton     | 34  | Impiegata                          | Como                    | Eliminata            |
| 11ª  | Sara Groppelli      | 20  | Studentessa                        | Sant'Angelo Lodigiano   | Eliminata            |
| 12°  | Francesco Borioni   | 22  | Studente                           | Riccione                | Eliminato            |
| 13°  | Vincenzo Cesarano   | 44  | Ispettore della Guardia di Finanza | Castellammare di Stabia | Eliminato            |
| 14ª  | Valentina Puliti    | 32  | Impiegata                          | Albano Laziale          | Eliminata            |
| 15ª  | Cristina Dianin     | 51  | Avvocato civilista                 | Vicenza                 | Eliminata            |

## Tabella eliminazioni
| Ordine | Episodi                                                               | Episodi   | Episodi   | Episodi   | Episodi  | Episodi  | Episodi  | Episodi  | Episodi  | Episodi  | Episodi  | Episodi  | Episodi  | Episodi  | Episodi  |  |
| Ordine | 1 !!2!!3!!4!!5!!6!!7!!8!!9!!10!!11!!12!!Semifinale!!colspan=2\|Finale |           |           |           |          |          |          |          |          |          |          |          |          |          |          |  |
| ------ | --------------------------------------------------------------------- | --------- | --------- | --------- | -------- | -------- | -------- | -------- | -------- | -------- | -------- | -------- | -------- | -------- | -------- |  |
| 1      | Jacopo                                                                | Iolanda   | Federico  | Beatrice  | Federico | Irene    | Samanta  | Jolanta  | Elisa    | Jolanta  | Elisa    | Federico | Irene    | Federico | Federico |  |
| 2      | Beatrice                                                              | Alfredo   | Daniele   | Federico  | Iolanda  | Iolanda  | Irene    | Alfredo  | Samanta  | Federico | Irene    | Irene    | Iolanda  | Irene    | Irene    |  |
| 3      | Vincenzo                                                              | Irene     | Iolanda   | Jolanta   | Samanta  | Elisa    | Jacopo   | Irene    | Federico | Alfredo  | Federico | Alfredo  | Federico | Iolanda  |          |  |
| 4      | Irene                                                                 | Elisa     | Gloria    | Jacopo    | Irene    | Alfredo  | Daniele  | Samanta  | Jolanta  | Irene    | Iolanda  | Iolanda  | Alfredo  |          |          |  |
| 5      | Federico                                                              | Gloria    | Jolanta   | Iolanda   | Jolanta  | Gloria   | Jolanta  | Jacopo   | Alfredo  | Iolanda  | Alfredo  | Elisa    |          |          |          |  |
| 6      | Daniele                                                               | Daniele   | Beatrice  | Sara      | Gloria   | Samanta  | Iolanda  | Gloria   | Iolanda  | Elisa    | Jolanta  |          |          |          |          |  |
| 7      | Cristina                                                              | Jolanta   | Samanta   | Gloria    | Elisa    | Jacopo   | Elisa    | Elisa    | Irene    | Jacopo   |          |          |          |          |          |  |
| 8      | Valentina                                                             | Jacopo    | Alfredo   | Elisa     | Daniele  | Daniele  | Federico | Federico | Jacopo   | Samanta  |          |          |          |          |          |  |
| 9      | Alfredo                                                               | Samanta   | Francesco | Samanta   | Jacopo   | Beatrice | Alfredo  | Iolanda  | Gloria   |          |          |          |          |          |          |  |
| 10     | Elisa                                                                 | Sara      | Irene     | Alfredo   | Alfredo  | Federico | Gloria   | Daniele  |          |          |          |          |          |          |          |  |
| 11     | Jolanta                                                               | Vincenzo  | Sara      | Daniele   | Beatrice | Jolanta  | Beatrice |          |          |          |          |          |          |          |          |  |
| 12     | Gloria                                                                | Beatrice  | Elisa     | Irene     | Sara     |          |          |          |          |          |          |          |          |          |          |  |
| 13     | Iolanda                                                               | Francesco | Jacopo    | Francesco |          |          |          |          |          |          |          |          |          |          |          |  |
| 14     | Francesco                                                             | Federico  | Vincenzo  | Vincenzo  |          |          |          |          |          |          |          |          |          |          |          |  |
| 15     | Samanta                                                               | Valentina | Valentina |           |          |          |          |          |          |          |          |          |          |          |          |  |
| 16     | Sara                                                                  | Cristina  |           |           |          |          |          |          |          |          |          |          |          |          |          |  |

Legenda:
     Il concorrente ha vinto la gara
     Il concorrente si è classificato secondo
     Il concorrente si è classificato terzo
     Il concorrente ha vinto la puntata ed ha diritto ad indossare il "grembiule blu"
     Il concorrente ha vinto la puntata ed anche la prova tecnica
     Il concorrente ha vinto la prova tecnica ed è salvo
     Il concorrente accede in finale
     Il concorrente è salvo ed accede alla puntata successiva (l'ordine di chiamata è casuale)
     Il concorrente figura tra gli ultimi 2, 3 o 4 classificati ed è a rischio eliminazione
     Il concorrente è stato eliminato al termine della prova creativa
     Il concorrente è stato eliminato al termine della prova tecnica
     Il concorrente è stato eliminato
     Il concorrente accede alla finalissima
|               | 1     | 2         | 3         | 4         | 5         | 6        | 7         | 8         | 9         | 10        | 11        | 12        | Semifinale | Finale    | Grembiuli blu vinti |
| Prova Tecnica | N.D.  | Irene     | Irene     | Beatrice  | Federico  | Irene    | Samanta   | Jolanta   | Elisa     | Jolanta   | Iolanda   | Federico  | Irene      | N.D.      | Grembiuli blu vinti |
| Federico      | SALVO | ULTIMI 3  | PRIMO     | SALVO     | PRIMO     | ULTIMI 3 | SALVO     | ULTIMI 3  | SALVO     | SALVO     | SALVO     | PRIMO     | ULTIMI 2   | VINCITORE | 3                   |
| Irene         | SALVA | SALVA     | SALVA     | ULTIMI 3  | SALVA     | PRIMA    | SALVA     | SALVA     | ULTIMI 3  | SALVA     | SALVA     | SALVA     | PRIMA      | SECONDA   | 2                   |
| Iolanda       | SALVA | PRIMA     | SALVA     | SALVA     | PRIMA     | _SALVA_  | SALVA     | ULTIMI 3  | SALVA     | SALVA     | SALVA     | ULTIMI 2  | FINALISTA  | TERZA     | 2                   |
| Alfredo       | SALVO | SALVO     | SALVO     | ULTIMI 3  | ULTIMI 3  | SALVO    | ULTIMI 3  | SALVO     | SALVO     | SALVO     | ULTIMI 2  | SALVO     | ELIMINATO  |           | 0                   |
| Elisa         | SALVA | SALVA     | SALVA     | SALVA     | SALVA     | SALVA    | SALVA     | SALVA     | PRIMA     | ULTIMI 3  | PRIMA     | ELIMINATA |            |           | 2                   |
| Jolanta       | SALVA | SALVA     | SALVA     | SALVA     | SALVA     | ULTIMI 3 | SALVA     | PRIMA     | SALVA     | PRIMA     | ELIMINATA |           |            |           | 2                   |
| Jacopo        | SALVO | SALVO     | ULTIMI 3  | SALVO     | SALVO     | SALVO    | SALVO     | SALVO     | ULTIMI 3  | ELIMINATO |           |           |            |           | 0                   |
| Samanta       | SALVA | SALVA     | SALVA     | SALVA     | SALVA     | SALVA    | PRIMA     | SALVA     | SALVA     | ELIMINATA |           |           |            |           | 1                   |
| Gloria        | SALVA | SALVA     | SALVA     | SALVA     | SALVA     | SALVA    | ULTIMI 3  | SALVA     | ELIMINATA |           |           |           |            |           | 0                   |
| Daniele       | SALVO | SALVO     | SALVO     | ULTIMI 3  | SALVO     | SALVO    | SALVO     | ELIMINATO |           |           |           |           |            |           | 0                   |
| Beatrice      | SALVA | SALVA     | SALVA     | PRIMA     | ULTIMI 3  | ULTIMI 3 | ELIMINATA |           |           |           |           |           |            |           | 1                   |
| Sara          | SALVA | SALVA     | SALVA     | SALVA     | ELIMINATA |          |           |           |           |           |           |           |            |           | 0                   |
| Francesco     | SALVO | SALVO     | SALVO     | ELIMINATO |           |          |           |           |           |           |           |           |            |           | 0                   |
| Vincenzo      | SALVO | SALVO     | ULTIMI 3  | ELIMINATO |           |          |           |           |           |           |           |           |            |           | 0                   |
| Valentina     | SALVA | ULTIMI 3  | ELIMINATA |           |           |          |           |           |           |           |           |           |            |           | 0                   |
| Cristina      | SALVA | ELIMINATA |           |           |           |          |           |           |           |           |           |           |            |           | 0                   |

Legenda:
     Il concorrente ha vinto la gara
     Il concorrente ha vinto il grembiule blu
     Il concorrente si classifica terzo
     Il concorrente è salvo e accede alla puntata successiva
     Il concorrente, al termine di una prova, o della puntata, figura tra gli ultimi 2 o 3 classificati ed è a rischio eliminazione, ma si salva
     Il concorrente è stato eliminato al termine della puntata
     Il concorrente ha perso la sfida finale
     Il concorrente figura tra gli ultimi 2 al termine della prova creativa, ed è a rischio eliminazione
     Il concorrente è stato eliminato al termine della prova tecnica
     Il concorrente è stato eliminato al termine della prova creativa

## Riassunto episodi

### Episodio 1
Prima TV: 7 settembre 2018
A questo episodio hanno partecipato i 32 migliori pasticceri selezionati dai casting. Dopo la prova di creatività, dove i concorrenti sono stati suddivisi in due squadre (in base al giudice che aveva preparato la torta alla quale dovevano ispirarsi), i tre peggiori di ogni gruppo hanno abbandonato la gara, mentre i migliori hanno conquistato un posto sotto il tendone.
Nella successiva prova tecnica, i venti pasticceri rimasti si sono sfidati in un testa a testa; di ogni coppia, il migliore si è aggiudicato un bancone, mentre il peggiore è stato eliminato. Dopo questa seconda fase, tuttavia, in due delle dieci coppie della sfida precedente i giudici non sono riusciti a decretare un vincitore e un perdente, pertanto è stato necessario disputare uno spareggio tra i quattro pasticceri rimasti, dove solo due hanno raggiunto il tendone.
- La prova creativa: torta paradiso
  - squadra di Ernst Knam: versione total-black
  - squadra di Damiano Carrara: versione total-white
- La prova tecnica: torta rovesciata alle banane di Clelia d'Onofrio
- Lo spareggio: dolce in un cucchiaio

### Episodio 2
Prima TV: 14 settembre 2018
- La prova creativa: crostata
- La prova tecnica: torta "Un fiore che sboccia"
- La prova sorpresa: castello di biscotti a forma di carte
- Concorrente eliminato: Cristina

### Episodio 3
Prima TV: 21 settembre 2018
- La prova creativa: aperitivo a base di salatini vegetariani, senza glutine e a scelta (venti per ogni tipo)
- La prova tecnica: pacchero dolce all'aglio nero ripieno di mousse alla meringa
- La prova sorpresa: torta di crêpes (impilandone almeno cinquanta)
- Concorrente eliminato: Valentina

### Episodio 4
Prima TV: 28 settembre 2018
- La prova creativa: reinterpretare un dolce tipico regionale italiano
- La prova tecnica: torta Made in Italy di Damiano (a tre consistenze e gusti diversi con nocciole, pinoli e pistacchi)
- La prova sorpresa: gelato in tre modi diversi (cono, brioche e coppetta con biscotto)
- Concorrenti eliminati: 
  - dopo la prova creativa: Vincenzo
  - dopo la prova tecnica: Francesco

### Episodio 5
Prima TV: 5 ottobre 2018
- La prova creativa: torta millefoglie
- La prova tecnica: fit-pancake, ossia preparati con ingredienti salutari (dodici per ognuno dei tre tipi, impilati su loro stessi)
- La prova sorpresa: ognuno dei concorrenti deve preparare il dolce che, nel video di presentazione, ha affermato non essergli mai riuscito
- Concorrente eliminato: Sara

### Episodio 6
Prima TV: 12 ottobre 2018
- La prova creativa: dolce che contenga cioccolato ruby
- La prova tecnica: tre tavolette di cioccolato, diverse tra loro, da presentare incartate
- La prova sorpresa: uovo di cioccolato con all'interno una sorpresa commestibile
- Concorrente eliminato: i giudici decidono di non eliminare nessuno

### Episodio 7
Prima TV: 19 ottobre 2018
- La prova creativa: tre diverse colazioni (mousse con lo yogurt, ciambellone e colazione salata) da presentare in vassoio
- La prova tecnica[3]: rivisitazione della torta di noci engadinese, tipico dolce svizzero
- La prova sorpresa: torta con i pop-corn protagonisti
- Concorrente eliminato: Beatrice

### Episodio 8
Prima TV: 26 ottobre 2018
- La prova creativa: gnocchi da servire accompagnati a una preparazione da forno (es: ciambellone, pane, etc.)
- La prova tecnica: aspic dolce servito con una salsa di fragola e pepe nero
- La prova sorpresa: cabaret di paste[4]
- Concorrente eliminato: Daniele

### Episodio 9
Prima TV: 2 novembre 2018
- La prova creativa[5]: pranzo da servire in una borsa frigo consistente in tre portate, di cui almeno una a base di pesce
- La prova tecnica: torta a base di caffè con banane, caramello e bavarese di cioccolato
- La prova sorpresa: dolce al bicchiere stratificato che riempia un vaso di vetro
- Concorrente eliminato: Gloria

### Episodio 10
Prima TV: 9 novembre 2018
- La prova creativa: rivisitazione della Charlotte Royale[6]
- La prova tecnica: torta "Trionfo di gola", tratta da Il Gattopardo
- La prova sorpresa: ogni concorrente deve preparare il proprio cavallo di battaglia[7]
- Concorrenti eliminati: Jacopo, Samanta

### Episodio 11
Prima TV: 16 novembre 2018
- La prova creativa[8]: reinventare un carrello di dolci da trattoria, con un servizio di almeno tre portate
- La prova tecnica[9]: torta senza glutine del vincitore della scorsa edizione del programma, Carlo Beltrami
- La prova sorpresa: creare un dolce che contenga un oggetto personale legato a un proprio ricordo
- Concorrente eliminato: Jolanta

### Episodio 12
Prima TV: 23 novembre 2018
Al termine di ogni prova, i giudici scelgono un migliore, il quale si aggiudica direttamente l'accesso alla semifinale. I concorrenti che man mano si qualificheranno, non dovranno affrontare le sfide successive.
- La prova creativa: torta crudista[10]
  - Migliore: Irene
- La prova tecnica: torta "Crostata sorprendente"[11]
  - Migliore: Federico
- La prova sorpresa: riprodurre la torta di un giudice[12]
  - Migliore: Alfredo
- La prova lampo[13]: tortino al cioccolato
- Concorrente eliminato: Elisa

### Episodio 13 - Semifinale
Prima TV: 30 novembre 2018
- La prova creativa[14]: reinventare un dolce tipico portoghese a base di biscotti, il "Bolo de Bolacha"
- La prova tecnica: "Supercalifragilistichespiralidoso cake", torta del maestro Knam ispirata al personaggio di Mary Poppins
- La prova sorpresa: creare un "Dolce del mondo" utilizzando come elemento principale un ingrediente tipico di un paese estero[15]
- Concorrente eliminato: Alfredo

### Episodio 14 - Finale
Prima TV: 7 dicembre 2018
- La prova creativa: "Brushstroke Cake", ossia una torta che abbia decorazioni che ricordino delle pennellate, alta almeno 50 centimetri
- La prova tecnica: torta "Mela tarte Tatin" dello chef stellato Matías Perdomo, la cui ricetta prevede che il dolce venga inserito in un sottile strato di zucchero soffiato a forma di mela
- La prova sorpresa: composizione di dolci da inserire in un quadro che rappresenti al meglio il pasticcere (il tutto deve constare di sette preparazioni differenti, sia dolci che salate e con diverse basi)
- Primo classificato: Federico
- Secondo classificato: Irene
- Terzo classificato[16]: Iolanda

## Ascolti
Auditel riferito a Real Time e Real Time +1.
| Puntata           | Messa in onda     | Telespettatori | Share |
| ----------------- | ----------------- | -------------- | ----- |
| 1                 | 7 settembre 2018  | 811.000        | 3,80% |
| 2                 | 14 settembre 2018 | 658.000        | 3,00% |
| 3                 | 21 settembre 2018 | 767.000        | 3,40% |
| 4                 | 28 settembre 2018 | 722.000        | 3,02% |
| 5                 | 5 ottobre 2018    | 805.000        | 3,30% |
| 6                 | 12 ottobre 2018   | 848.000        | 3,50% |
| 7                 | 19 ottobre 2018   | 779.000        | 3,30% |
| 8                 | 26 ottobre 2018   | 797.000        | 3,30% |
| 9                 | 2 novembre 2018   | 700.000        | 3,07% |
| 10                | 9 novembre 2018   | 676.000        | 2,80% |
| 11                | 16 novembre 2018  | 843.000        | 3,40% |
| 12                | 23 novembre 2018  | 889.000        | 3,70% |
| Semifinale        | 30 novembre 2018  | 887.000        | 3,70% |
| Finale            | 7 dicembre 2018   | 903.000        | 3,94% |
| Media provvisoria | Media provvisoria | 794.500        | 3,37% |